# Sidney Sokhona
Sidney Sokhona (1952) é um cineasta mauritano.

## Biografia
Sokhona dirigiu seu primeiro filme, Nationalité: Immigré entre 1972 e 1975 como um imigrante em Paris. O filme hibridizou o documentário e a ficção surreal, com o próprio Sokhana desempenhando o papel principal de um imigrante que vivendo uma greve de aluguel na rua Riquet.
Sokhona escreveu sobre o cinema africano para a revista Cahiers du Cinéma, dizendo que "a África é colonizada, e o seu cinema também", e que os cineastas africanos estavam começando a "elaborar planos de batalha para (...) a independência cinematográfica".

## Filmografia
- Nationalité: Immigré, 1975
- Safrana ou le droit à la parole , 1977